# Monasterio de Tsz Shan
El monasterio de Tsz Shan (慈山寺) es un destacado templo budista situado en Tung Tsz, distrito de Tai Po, Hong Kong. El monasterio destaca por su estatua de bronce de 76 metros de altura de Guanyin, una figura venerada en el budismo. Está ubicado en una zona pintoresca, con la cordillera Pat Sin Leng detrás y el embalse Plover Cove al frente. Tiene una superficie de aproximadamente 46 451 metros cuadrados.

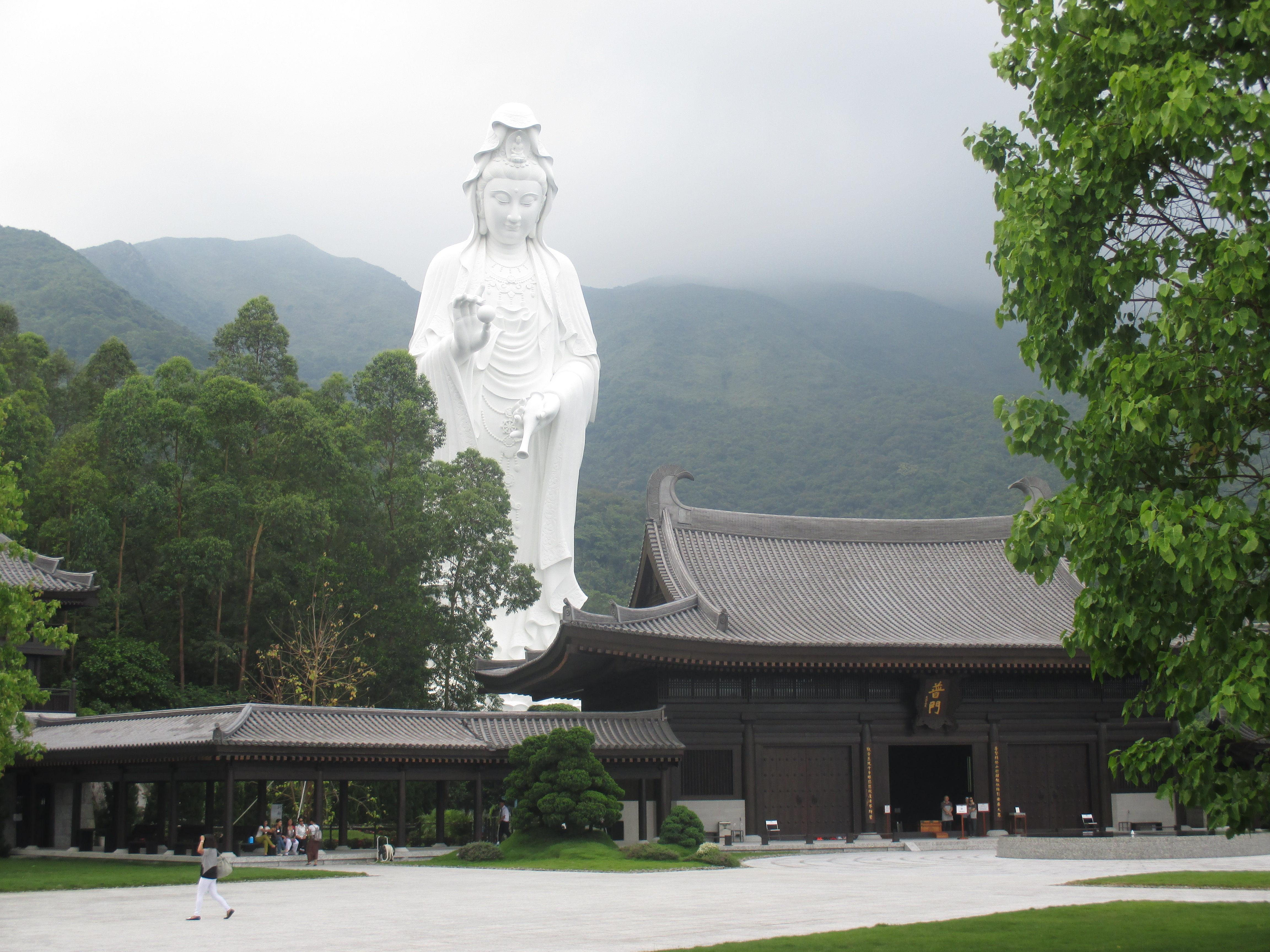
Estatua de bronce de 76 metros de Guan Yin situada en el monasterio

Su construcción se completó en abril de 2015 y fue abierto al público ese mismo mes. El proyecto fue iniciado por el empresario Li Ka-shing, que según informaciones ha invertido, a través de su fundación, más de 3.300 millones de dólares de Hong Kong en el proyecto, cubriendo los costos de adquisición de los terrenos, construcción y gastos operativos continuos.
En 2015, tras la apertura del monasterio, Li Ka-shing expresó su creencia en las cualidades calmantes y nutritivas del arte budista. Motivado por esta creencia, encabezó el desarrollo del Museo de Arte Budista del monasterio, ubicado debajo de la estatua de Guanyin. Después de una extensa planificación y preparación, el museo se abrió oficialmente al público en 2019.

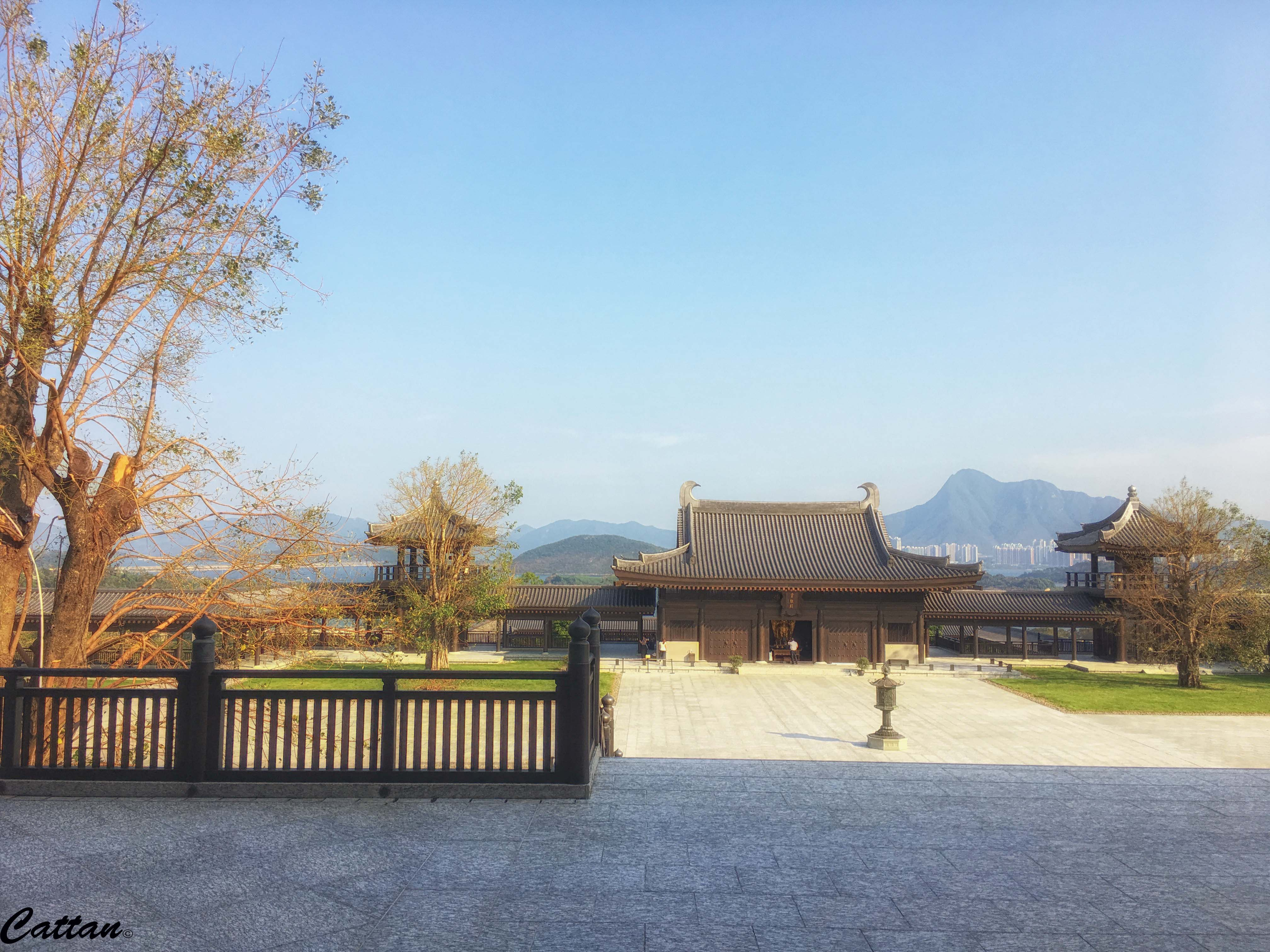
Gran patio.

## Concepto arquitectónico
El estilo arquitectónico del monasterio está inspirado en los estilos más solemnes y elegantes de las dinastías Tang, Song del Norte, Liao y Jin, que existieron durante un período de aproximadamente 600 años a partir del siglo VII.
El monasterio también se apropia de elementos de la naturaleza en su planificación, ya que está ubicado en un sitio montañoso con una amplia vista al mar al frente. El núcleo del monasterio consta de tres edificios principales situados a lo largo de un eje central. Cada edificio y el patio asociado se ubican sobre plataformas que se elevan colina arriba, bien definidas con corredores circundantes. En otro eje que se bifurca desde el Gran Patio, los devotos son conducidos a la presencia de la colosal imagen de Guanyin, pasando por la Puerta Universal.
A lo largo de sus salas y terrenos, el monasterio ofrece muchos espacios para la contemplación, tanto abiertos como íntimos, formales o aparentemente no planificados. Pero incluso dentro de sus edificios más majestuosos, la naturaleza está presente en todas partes: la oscura madera de padauk africano, el granito ondulado de color blanco grisáceo, el mármol y el bronce son los materiales de construcción más importantes del monasterio. Son de textura y riqueza con una conexión con el origen.

## Estatua de Guanyin
En el monasterio se encuentra una estatua que representa a un Guanyin (Avalokiteśvara) con una altura total de 76 metros de altura, de los que 70 corresponden a una estatua blanca fundida en bronce y 6 metros a una base de granito que incluye una plataforma de loto de bronce de tres niveles) construida sobre la propia base. La estatua está recubierta con pintura blanca autolimpiante de perfluorocarbono y está inspirada en esculturas de la dinastía Song.
La estatua esta en una posición compasiva y elegante y en su moño hay una pequeña imagen de Amitābha, lo que implica las bendiciones y protección recibidas a través de su poder inconmensurable. En su mano derecha sostiene una perla maṇi de la sabiduría y en su mano izquierda un jarrón, del cual vierte agua pura para limpiar el mundo fenoménico, lleva un collar keyūra y su ropa cae elegantemente. Su cuerpo se inclina hacia adelante mientras mira desde arriba a todos los seres, guiándolos hacia la iluminación con su compasión y sabiduría.

## Prácticas espirituales
Según las enseñanzas budistas tradicionales, la meditación del té, la ofrenda de agua, la caligrafía zen y la meditación mientras se camina son prácticas importantes en la vida cotidiana, que nos recuerdan la importancia de la perseverancia para domar la mente. Incluso frente al caos y la confusión, uno tiene que conservar la conciencia para cuidar de la mente engañada. A través de estas prácticas, el desea que cada visitante pueda restablecer el hábito de cuidar la mente como una forma de nutrir la energía positiva, para responder a las necesidades del cuerpo y la mente de manera proactiva.